# PARI/GP
Pour les articles homonymes, voir Pari.
PARI/GP est un système de calcul formel ayant pour objectif principal de faciliter les calculs en théorie des nombres. C'est un logiciel libre distribué selon les termes de la licence publique générale GNU, qui fonctionne sous la plupart des   systèmes d'exploitation.

## Vue générale du système
Le système PARI/GP est un  ensemble de logiciels capables d'effectuer des calculs formels très rapides sur des types récursifs, et avant tout destiné aux théoriciens des nombres. Ses principaux points forts sont sa vitesse, la possibilité d'utiliser directement des types de données familiers aux  mathématiciens, et son vaste module de théorie algébrique des nombres.
Le système est constitué des composants standards suivants :
- PARI est une bibliothèque écrite en C (ce qui permet des calculs rapides) pouvant être appelée à partir d'un langage de commandes de haut niveau (écrit, par exemple, en  C++, Pascal, Fortran, Perl, ou Python).
- gp est une interface en ligne de commande conviviale et interactive donnant accès aux fonctions de PARI. Elle fonctionne comme une calculatrice programmable sophistiquée contenant la plupart des instructions de contrôle d'un langage standard tel que   C. GP est le nom du langage de scripts qui peuvent être utilisés pour programmer gp.

Un compilateur de GP en langage C,  gp2c, est également disponible ; il compile les scripts de GP et charge les fonctions résultantes dans   gp de façon transparente pour l'utilisateur, l'avantage étant que des scripts ainsi compilés s'exécutent trois à quatre fois plus vite en général. Pour le moment, gp2c ne comprend cependant qu'une partie du langage GP.
PARI/GP  effectue des calculs en précision arbitraire ; ainsi, la mantisse des données et des résultats peut avoir des  millions de chiffres, voire des milliards sur des machines à processeur 64 bits. Il peut factoriser, effectuer des calculs sur des courbes elliptiques, ou plus généralement des calculs de  théorie algébrique des nombres. Il permet également de manipuler des  matrices, des polynômes, des  séries entières, des nombres algébriques ainsi que de nombreuses fonctions spéciales.
PARI/GP possède des capacités graphiques (lui permettant essentiellement de tracer le graphe d'une fonction)  et de manipulation symbolique, par exemple des polynômes et des fonctions rationnelles à plusieurs variables. En revanche, ses capacités d'intégration et de dérivation formelle sont inférieures à celles de systèmes de calcul formel plus sophistiqués, tels que Mathematica.
PARI/GP peut être compilé avec  GMP (la bibliothèque de calcul en multiprécision GNU), permettant des calculs plus rapides que ceux du noyau de calcul en précision arbitraire  original.

## Historique
Le précurseur de PARI/GP était un programme appelé ISABELLE, un interpréteur pour des problèmes de théorie des nombres écrit en  1979 par Henri Cohen et François Dress (à l'université Bordeaux I). PARI/GP fut développé en  1985 par une équipe dirigée par Henri Cohen au Laboratoire A2X, et la maintenance en est  à présent  assurée par Karim Belabas et Bill Allombert à l'université Bordeaux 1, avec l'aide de nombreux volontaires. Au 3 mars 2020, la version stable était la 2.11.3. Depuis la version 2.1.0, c'est un logiciel libre distribué selon les termes de la licence publique générale GNU. Il fonctionne sous la plupart des   systèmes d'exploitation.

### Étymologie du nom PARI/GP
Le nom PARI est un jeu de mots venant des premiers stades du projet, lorsque les auteurs commencèrent à implémenter en Pascal une bibliothèque d'ARIthmétique (cependant, ils devaient rapidement abandonner ce langage en faveur de  C), et, bien sûr, en référence au "pari de Pascal".
La première version du calculateur gp était initialement appelée GPC, pour Grand Programmable Calculateur. Le C final disparut pour on ne sait trop quelle raison.

## Exemples d'utilisation
On trouvera ci-dessous quelques exemples d'utilisation du calculateur gp :
```
? \p 212
   realprecision = 221 significant digits (212 digits displayed)
? (1.378-0.09143*I)^(14.87+0.3721*I)
time = 0 ms.
%1 = 80.817082637557070449383034933010288336925078193546211741027496566803185
11092579265743992920628314516739962724446042667886245322716456966120413965187
3272488827365261487845201056199035423784093096984005713791800191 - 94.8384618
89186304973351271821601500916571303364865064205039706592481303045713982306764
33264430511752515705768858710051382035377195497482934017239179757538824688799
0680136241031895212412150770309289450962931402933*I

? 123456! + 0.
time = 1,656 ms.
%2 = 2.6040699049291378729513930560926568818273270409503019584610185579952057
37967683415793560716617127908735520017061666000857261271456698589373086528293
4317244121152865814030204645985573419251305342231135573491050756 E574964

? sin(x)
time = 0 ms.
%3 = x - 1/6*x^3 + 1/120*x^5 - 1/5040*x^7 + 1/362880*x^9 - 1/39916800*x^11
+ 1/6227020800*x^13 - 1/1307674368000*x^15 + O(x^17)

? for(z=25,30, print (factor(2^z-1)))
[31, 1; 601, 1; 1801, 1]
[3, 1; 2731, 1; 8191, 1]
[7, 1; 73, 1; 262657, 1]
[3, 1; 5, 1; 29, 1; 43, 1; 113, 1; 127, 1]
[233, 1; 1103, 1; 2089, 1]
[3, 2; 7, 1; 11, 1; 31, 1; 151, 1; 331, 1]
time = 5 ms.

? K = bnfinit(x^2 + 23); K.cyc
time = 1ms.
%4 = [3]
/* Ce corps de nombres a pour nombre de classes 3. */

```